# ポーランド侵攻

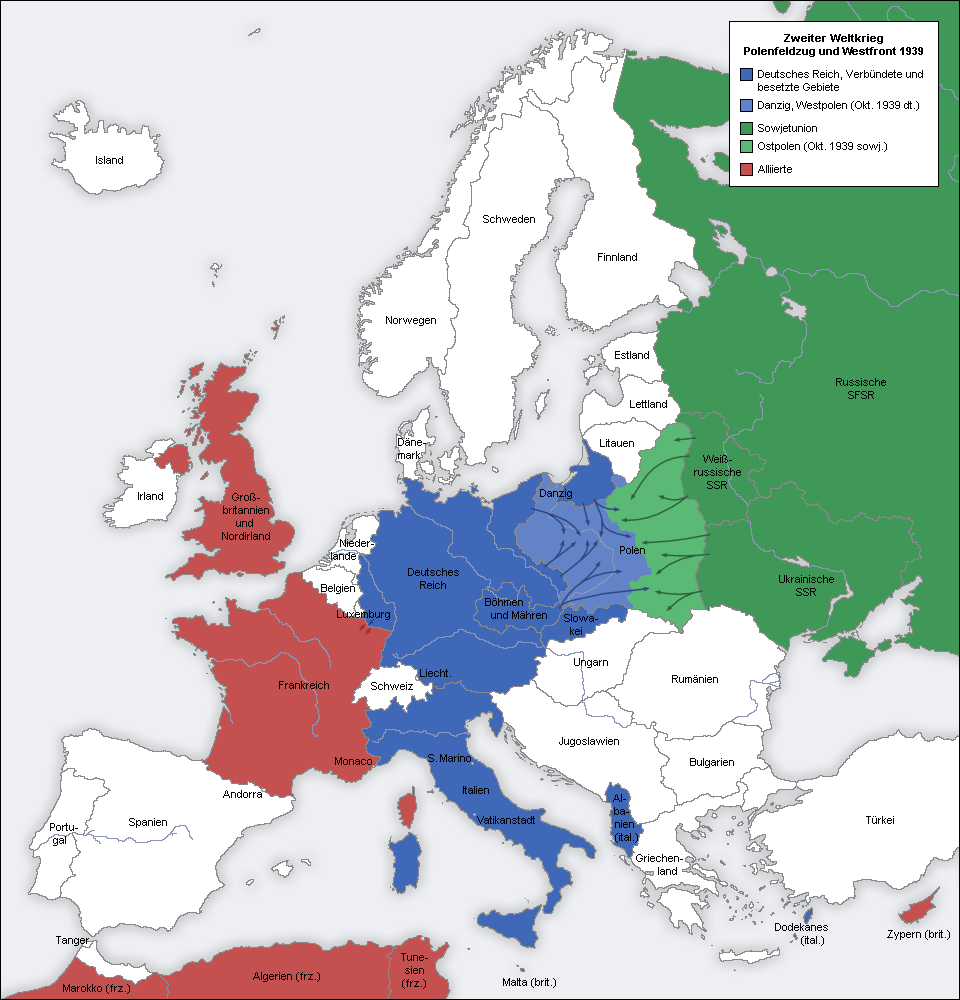
1939年時点のヨーロッパの情勢 ポーランドはドイツ・スロバキア同盟軍（薄青）とソ連赤軍（薄緑）によって東西から侵攻を受けた

ポーランド侵攻（ポーランドしんこう）とは、1939年9月1日にドイツ国およびドイツと同盟を組むスロバキア共和国が、続いて1939年9月17日にソビエト連邦がポーランド領内に侵攻した出来事。ポーランドの同盟国であったイギリスとフランスがイギリス・ポーランド相互援助条約、フランス・ポーランド相互援助条約を元に9月3日にドイツに宣戦布告し、第二次世界大戦が始まった。

## 名称(詳細)
- 英語: Polish September Campaign（ポーランド9月戦役）、あるいは Polish-German War of 1939（1939年ポーランド＝ドイツ戦争）
- ポーランド語: Wojna obronna 1939 roku（1939年防衛戦争）
- ドイツ語: Polenfeldzug（ポーランド戦役）

## 概要
ドイツとポーランドの間では、自由都市ダンツィヒの帰属とポーランド回廊の取り扱いについて対立があったが、外交交渉では進展はなかった。1939年3月に、チェコスロバキアが解体されると、イギリスは強く反発し、首相ネヴィル・チェンバレンは、ポーランドに保障を与えることを表明した。
英仏両国とドイツから、ソ連を自陣営に取り込む駆け引きが4月から8月の間続いたが、結局、ソ連はドイツを選び、8月23日に独ソ不可侵条約が締結された。この条約には、ポーランドの分割を定めた秘密議定書が付属していた。
9月1日に、ヒトラーは、自作自演の「ポーランド正規軍によるドイツ領のラジオ放送局への攻撃」（グライヴィッツ事件）およびポーランド国内でのドイツ人への迫害ならびに16箇条の要求に対する無回答を開戦事由として、ポーランド侵攻を命じた。
9月3日に、ポーランドと相互防衛条約を結んでいた英仏両国は、ポーランド領からの即時無条件撤退を要求した最後通牒にドイツが回答しなかったので、ドイツに宣戦した。
ドイツと接する長大な国境線を薄く浅くしか防衛準備できなかったポーランド陸軍は、開戦後すぐにドイツ軍に押されて東へ戦線を後退させられた。9月中旬にワルシャワ西方のクトノ市での反撃（ブルザの戦い）に失敗すると、戦局はドイツ国防軍に有利となった。ポーランド軍の戦略は、首都ワルシャワとルーマニア国境沿いのルーマニア橋頭堡を固持し、英仏両国によるドイツ攻撃と救援を待ち、持久する計画であった。
9月17日、ソ連赤軍がポーランド東部へ侵攻を開始した。ポーランド軍の主力は、対独戦に投入されており、東部国境の守りは手薄だった。9月18日に、ポーランド軍総司令官エドヴァルト・リッツ＝シミグウィ元帥は、国土防衛は不可能と判断し、国軍兵士に赤軍との戦闘を避け中立国のハンガリーかルーマニアへ脱出するよう命ずるとともに、自身や大統領を含む政府・軍要人はルーマニアに脱出し、同国で抑留され、政府は機能を停止した。
空軍は、可動残存機に国外脱出命令を出したので、9月20日以降、ポーランド軍は空軍なしで戦闘を続けることになった。
首都ワルシャワとその北部のモドリンには、各地の敗残部隊も逃げ込んで、総計20万近くの軍が立て籠もっていたが、9月17日よりドイツ軍の包囲攻撃が始まった。9月28日にはワルシャワ地区司令官とドイツ軍の間で降伏についての協定が成立し、9月29日にワルシャワは陥落した。
10月6日には、ポーランドでの戦闘は終結し、ポーランドは独ソ両国によって分割された。

## 開戦前の両国の関係
1933年に国家社会主義ドイツ労働者党が政権を握ると、ヒトラーはまずポーランドとの友好政策を図り、1934年にはドイツ・ポーランド不可侵条約を締結した。英仏の対ドイツ宥和政策の結果としてドイツは領土問題に強硬的な姿勢をとるようになり、1938年にオーストリアを併合し、1939年にチェコスロバキアを解体して、ベーメン・メーレン保護領の設置とスロバキアの保護国化を行い、係争中の地域をあらかた自国領に編入してしまった。こうして他の問題が解決するとナチス政権は悲願だったポーランド回廊問題の解決を決定した。ドイツの主な関心事は国際連盟の管理するドイツ人の住む自由都市ダンツィヒの存在と、ポーランド回廊と呼ばれたバルト海に続くポーランド領によってドイツ本土から切り離されている東プロイセンの存在であった。
ポーランドの状況はユゼフ・ピウスツキの死を契機に変わっていく。1936年、反ドイツ的史観から、教科書改訂及び従来の教科書回収を各国に求める動きが始まる。
ダンツィヒの状況はドイツにとって腹立たしい存在だった。ここは第一次大戦におけるドイツの敗戦によってドイツから奪い取られた領土であるため、ヒトラーはダンツィヒのドイツ系住民の解放を大義名分とした。1939年初頭にヒトラーは軍事力によるポーランド問題の解決を準備する秘密命令を下し、続いてドイツ政府は自由都市ダンツィヒのドイツへの編入要求と、ポーランド回廊を通過し東プロイセンとドイツ本土を結ぶ治外法権の道路建設の要求を強めた。ポーランド侵攻計画は4月3日までに準備が整っていた。

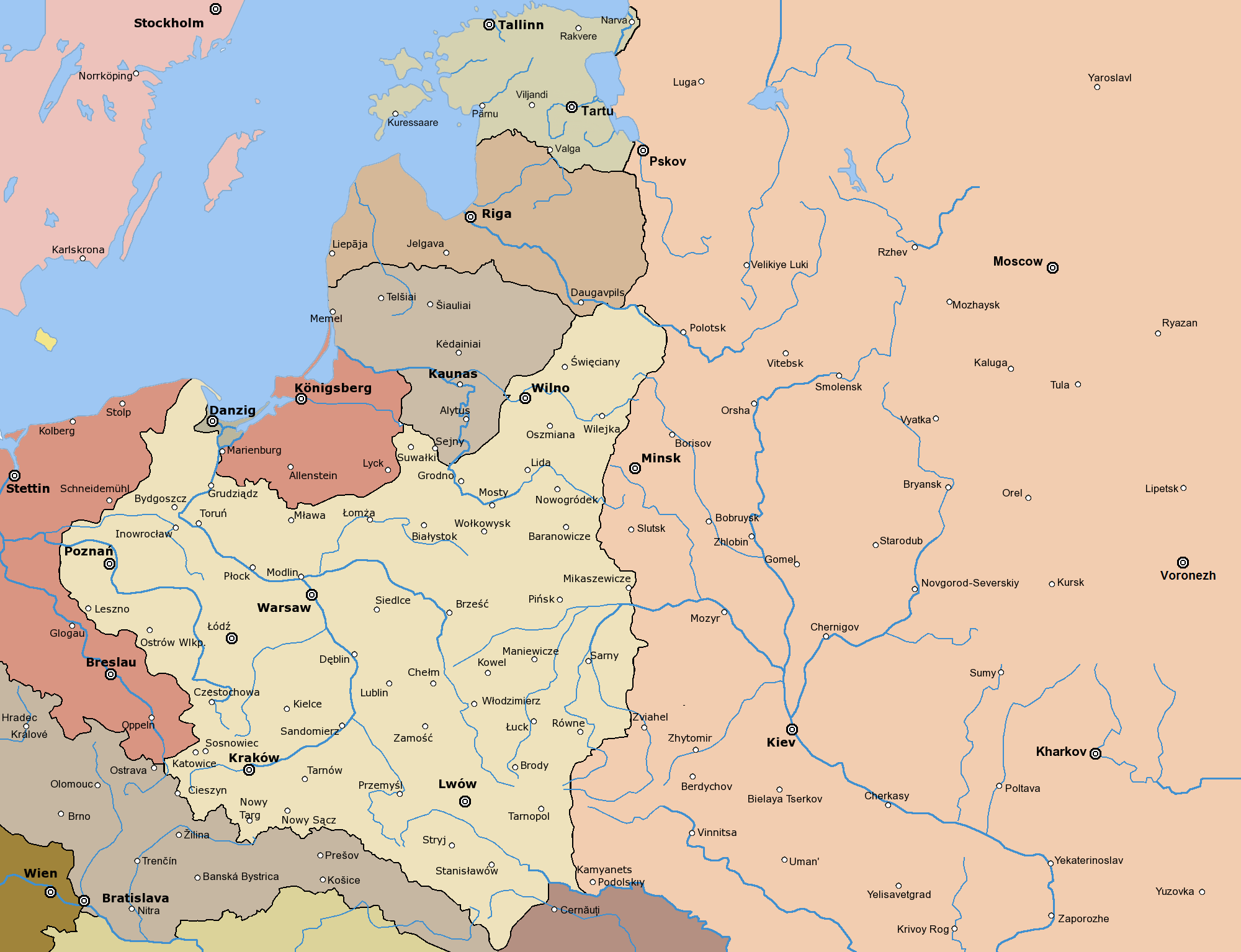
1920年の国境線を示した地図。ドイツ領は小豆色で、ポーランド領は黄色で示されている。ポーランド領のうち西北端のバルト海に面した細長い部分をポーランド回廊と呼ぶ。

ヒトラーは、ポーランドがドイツの要求に譲歩するものと考えていた。しかし、ポーランド政府は要求を拒否した。ドイツの国威復興に危機感を抱いたイギリスとフランスは3月30日にポーランドに対し、軍事援助の保証をしてポーランド政府の方針を支持した。ヒトラーはイギリスとフランスを、来るべきポーランドとの戦争に介入させないようにできると考えていた。4月28日にドイツは、1934年に締結されていたドイツ・ポーランド不可侵条約を破棄した。一方ポーランドは、1938年のミュンヘン協定の直後に、チェシン市のうちチェコスロバキア領だった部分（チェスキー・チェシンČeský Těšín市）を自国領に併合することでドイツの拡張主義から利益を得ることとなった。この地は以前からポーランドとチェコスロバキアで領有権を争っていた経緯がある。チェスキー・チェシンは面積こそ小さいが、人口構成はポーランド人が多数派で、炭鉱を中心としたその経済はポーランドの中央産業地帯 (Centralny Okręg Przemysłowy) と密接な相互依存の関係にあった。ドイツとの戦争の可能性は年々高まってきており、ポーランドは自国の工業化を急ぐため中央産業地帯に多大な投資をしていた。
1919年から1939年までの期間、イギリスの基本的な外交政策の主眼は、飴と鞭の使い分けによって世界大戦の再発を防ぐことにあった。鞭とは1939年春にポーランドに保証した軍事援助で、これはドイツがポーランドやルーマニアを攻撃するのを防ぐためであった。同時に、首相のネヴィル・チェンバレンと外相のハリファックス卿（en）はミュンヘン協定と同様のやり方でヒトラーにアメを与えることを考えた。これは自由都市ダンツィヒとポーランド回廊を、ポーランドの他の部分の領土保全の保障と引き換えにドイツに割譲することであった。
これはしかし、ポーランド外相ユゼフ・ベック大佐がチェンバレンやハリファックス卿と会談した後、変更された。1939年8月25日にフランス・ポーランド間の軍事同盟を補完するものとしてイギリス・ポーランド相互援助条約が締結された。これでイギリスはポーランドの独立を守る義務を負った。

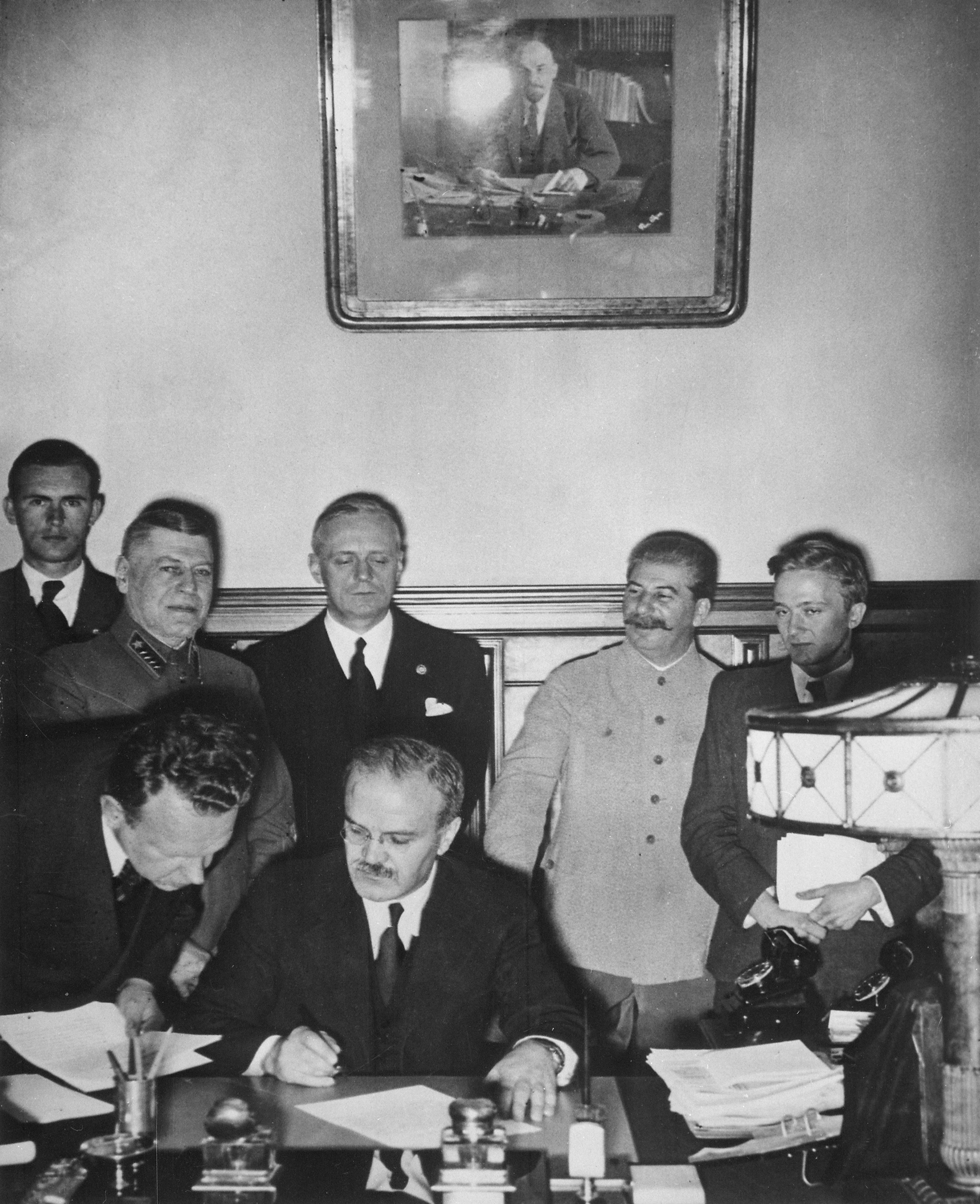
ソ連外相ヴャチェスラフ・モロトフが独ソ不可侵条約に署名。モロトフの後ろに立つのは左がドイツ外相ヨアヒム・フォン・リッベントロップ、右がソ連首相ヨシフ・スターリン。

一方、モスクワではドイツとソ連の秘密会談が続けられ、8月23日には独ソ不可侵条約が締結された。ヒトラーはこの条約によって、ドイツがポーランドを侵攻してもソ連がそれに反対しないことを確実にした。また、条約の秘密議定書に、ドイツとソ連はポーランドを分割占領（西側3分の1はドイツが、東側3分の2はソ連が占領）することに合意した。
ドイツによるポーランドへの奇襲攻撃は、8月26日午前4時に予定されていた。しかし8月25日にイギリス政府は、ポーランドの独立はイギリス・ポーランド間の同盟によって正式に保障されたと発表した。ヒトラーは予定の奇襲をためらい、攻撃開始を9月1日に延期した。その間ドイツは8月26日、ポーランドとの来るべき軍事衝突にイギリスとフランスが介入することを思いとどまらせようと、両国を相手に交渉した。ヒトラーは、ドイツがポーランドを攻撃しても、ポーランドの西側同盟国がドイツに対し宣戦布告する可能性はほとんどないとの確証を得た。もし宣戦布告しても、ポーランドに対する国境線の確約はないのだから、ポーランドを占領してしまえば交渉によって、ドイツにとって有利な譲歩を引き出せると考えた。また23日、ヒトラーは既にハリファックスに対して「ことの本質は長年の政治的問題にあるのであり、軍事力の大小にあるのではないこと」を告げており、英仏の参戦はドイツにとって問題ではなかった。米国やイタリアらの交渉をポーランドや西側同盟国が拒否するまで、宣戦布告は長引いた。ドイツ国防軍の情報部（アプヴェーア）による国境を越えた襲撃や破壊行為とそれに対応したポーランド側との小競り合い、ドイツの高々度偵察機による領空侵犯の件数は増加し、戦争勃発は差し迫った状態になっていた。
8月29日、ドイツはポーランドに対しポーランド回廊割譲を要求する最後通牒を突きつけた。ポーランドは内容をすべてを理解するのに手間取り、説明を受けるために役人をドイツ外務省へ出向かせることを考えたが、呼び出しなしに一方的にドイツ外務省へ出向くのは貴族的ではないとしてこれを取り止めた。加えてドイツが内容説明のために何者かを派遣してくるだろうと予測をしていたため何か行動を起こすこともなかったが、そのうちに最後通牒の回答期限が来てしまった。ドイツはこれをポーランドが黙殺したと主張して、ドイツ外相リッベントロップはポーランドとの交渉打ち切りを宣言した。
8月30日、ポーランド海軍は駆逐艦艦隊をイギリスに向けて出航させた（ペキン作戦 Plan Peking）。ドイツ海軍に劣るポーランド海軍が、バルト海で破壊されないようにするための措置だった。同日、ポーランドのエドヴァルト・ルィツ＝シミグウィ元帥はポーランド軍の「戦時動員」を布告した。
1939年8月31日、ヒトラーは戦争開始を翌日の朝4時45分とする命令を下した。この時点でポーランド軍は動員予定の70%（予備役も含めた全軍の半分）しか達成できておらず、多くの部隊は隊形を整えることすらできていなかった。開戦時には守備隊が守りを固めることはおろか、それぞれが与えられた守備位置に向かって移動をしている最中という有様であった。

### 日本の反応
ドイツ外務省は侵攻前の8月21日に「1、2週間以内にはポーランドは自己の非を認識するだろう」という旨を声明しており、大阪朝日新聞はこれを「時期がひっ迫しているに違いない」、「独ソ連盟はポーランド分割に関し既に秘密協定を締結したと言われ」、ドイツのポーランドへの態度が「俄然硬化して来たのも、独ソ連盟の諒解が成立」したからだなどの噂があると報じた。日本は1922年に日英通商条約をモデルとしてポーランドとも日波通商航海条約を締結し居住や通商の事項を取り決めていたが、当時はソ連に対抗するため日独防共協定、日独伊防共協定を締結しており、目立った動きはしなかった。

## それぞれの兵力

### ドイツ
ドイツはポーランド軍に対して圧倒的な数的優位を維持し、強大な軍事力を準備していた。陸軍はI号戦車やII号戦車といった軽戦車を主力として、より攻撃力のあるIII号戦車やIV号戦車を含めて約2,400両の戦車を保有し、6個の装甲師団を編制、新しい攻撃理論を構築していた。理論上では戦車部隊の集中運用によって、他の作戦部隊と共に敵の戦線のあちこちに突破口を穿ち、敵部隊を孤立させ、その上で歩兵部隊が孤立した敵部隊を各個撃破することとなっていた。作戦は適宜繰り返され、自動車化されていない歩兵部隊や各歩兵によって補完されることとなっていた。空軍は戦術的・戦略的な空からの軍事力を提供した。とくに急降下爆撃機は敵の補給線や通信線を遮断することになっていた。航空機は侵攻作戦における主力であった。爆撃機は無差別爆撃により都市と一般市民を攻撃し、一般市民の間に多くの犠牲者を出した。ドイツ空軍は1,180機の戦闘機、290機のJu 87 シュトゥーカ急降下爆撃機、290機の爆撃機（主にハインケル He 111双発爆撃機）、240機の種々の水上機から編成されていた。当時のドイツは全部で3,000機近い航空機（そのうち2,000機は新鋭機）を保有しており、半数がポーランド戦線に投入された。

### ポーランド

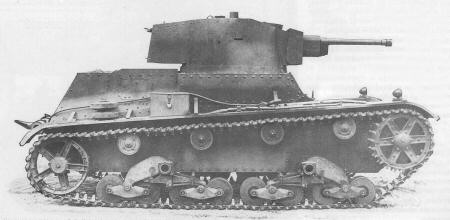
ポーランド陸軍の7TP軽戦車

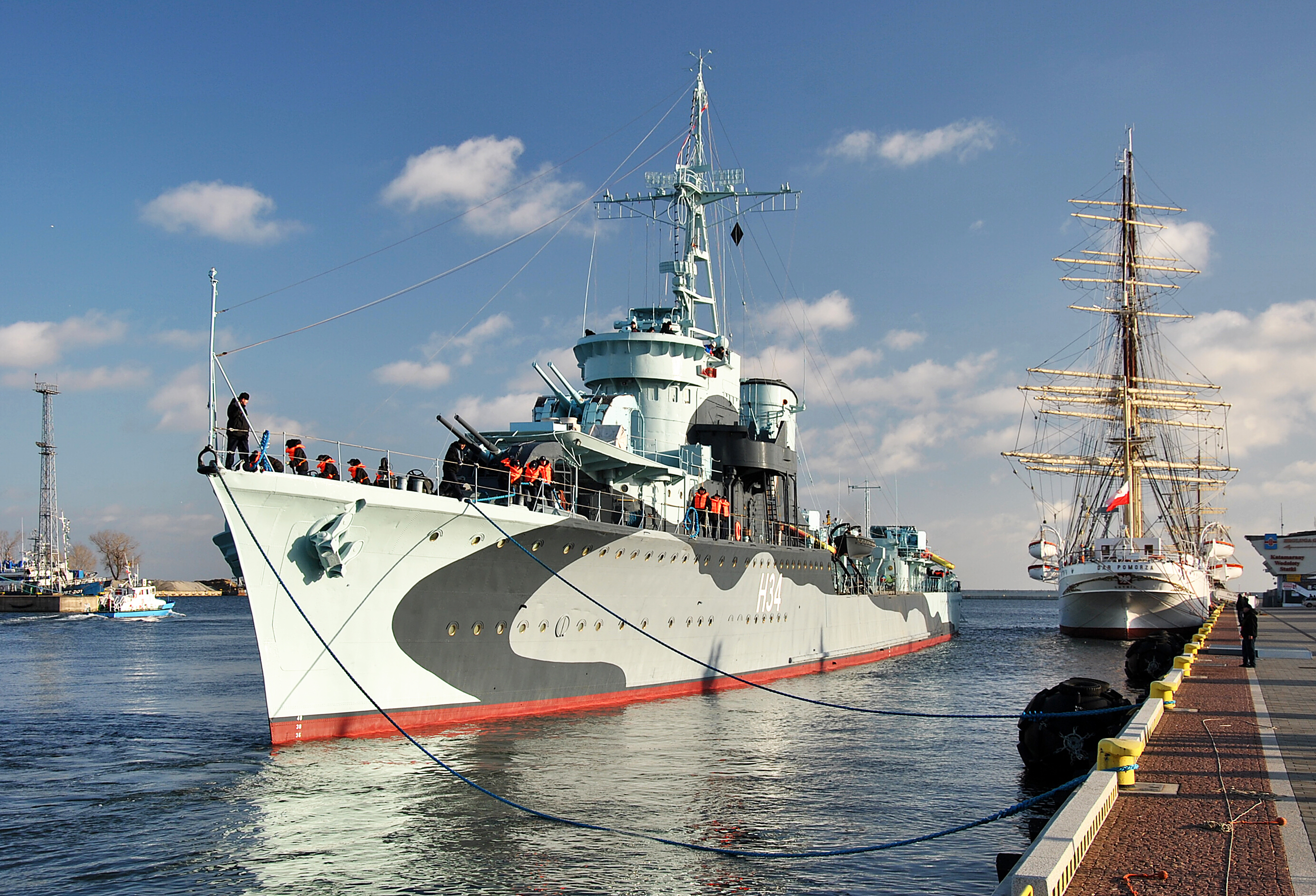
グディニャ港に係留され博物館となっているポーランド海軍の駆逐艦ブウィスカヴィツァ (ORP Błyskawica)

1936年から1939年にかけてポーランドは、国土の中西部から南部に広がる中央産業地帯 (Centralny Okręg Przemysłowy) に大規模な産業投資を行った。しかし、産業は鉄道関係が中心であり、製鉄や機械の製作は進んでいなかった。元々農業国であり、帝政ドイツや帝政オーストリアの教育を受けたものが多かったが、下級将校の数は足りなかった。数字の上ではおよそ100万人の兵士を有していたが、実際はほとんどが予備役で、1939年9月1日までに実際に動員されたのはその半分にも満たなかった。ポーランドの鉄道等の大量輸送網がドイツ空軍の目標になると、動員に遅れた者の多くが犠牲となった。ポーランド軍はドイツ国防軍に比べ装甲戦闘車両の数が少なく、その上それらは各地の歩兵部隊に少数ずつ配置されたので、有効に活用されなかった。しかし、これらの欠点にもかかわらず、「ポーランド軍は勇敢に戦った（ヒトラー、9月19日の演説）」
ポーランド陸軍 (Wojsko Lądowe) の組織および行動の方針は、ポーランド・ソビエト戦争での経験に則ってなされていた。第一次世界大戦の塹壕戦と異なり、騎兵の機動力が最重要視された。開戦当時、ポーランド陸軍は、7個軍 (Modlin, Pomorze, Poznan, Lodz, Krakow, Lublin, Karpaty)、1個独立作戦群 (Narew)、予備隊（独立軍 (Prusy) と3個作戦群 (ヴィシュクフ, Tarnow, Kutno) から成り、39個歩兵師団、11個騎兵旅団、3個山岳旅団、2個機械化装甲旅団を擁した。開戦後には、さらに1個軍 (Warszawa) と独立作戦群 (Polesie) が編成された。
ポーランド空軍 (Wojska Lotnicze i Obrony Powietrznej、通称Siły Powietrzne) はドイツ空軍に比べ不利だったが、飛ぶこともせず地上で全滅させられたという話は事実ではない。ポーランド空軍には最新式の戦闘機が配備されていなかったが、当時の世界では最もよく訓練されたパイロットたちがおり、数的にも質的にも有利なドイツ機に対しうまく戦った。ポーランドは戦闘用の軍用機を400機ほど保有し、そのうち戦闘機は169機だった（他に400機の時代遅れの偵察機や練習機があった）。戦闘用の軍用機のうち近代的なもの（PZL.37 ウォシ爆撃機）は36機で、他は皆ドイツ軍機に比べ旧式だった。たとえば1930年代前半に生産されたPZL P.11戦闘機は最高速度は約350km/hで、これはドイツの爆撃機よりも遅かった。
ポーランド海軍 (Marynarka Wojenna) は駆逐艦と潜水艦、それと小型の護衛艦で構成された小規模なものであった。駆逐艦3隻は、8月30日にポーランドを離れ、ドイツ軍を回避しながら北海へ出てイギリス海軍に合流するペキン作戦 (Plan Peking) に従った。潜水艦隊は袋作戦 (Plan Worek) に参加した。これは、バルト海においてドイツの海上補給線を攻撃し、それに打撃を与えるというものであったが、大きな成功を得ることができなかった。ポーランド商船隊はイギリスのそれに合流し、第二次世界大戦を通じさまざまな商船隊に参加した。ポーランドの駆逐艦は戦艦ビスマルクとの戦いにも参加し、水雷戦を挑んでビスマルク撃沈を試みている。

## 戦闘の詳細

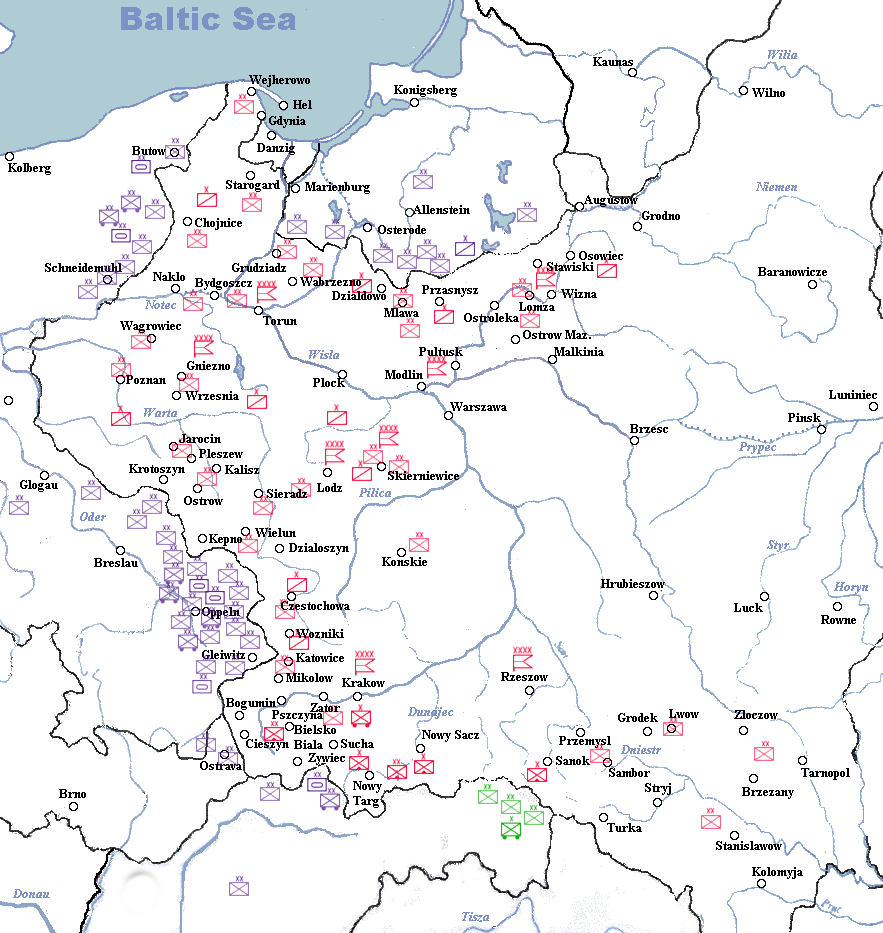
1939年9月1日時点でのドイツ軍とポーランド軍の配置

### 計画

#### ドイツの計画
侵攻作戦は陸軍参謀総長フランツ・ハルダーに起案され、陸軍総司令官のヴァルター・フォン・ブラウヒッチュによって指揮された。軍事攻撃は宣戦布告より前に開始されることになっており、近代的な航空戦力と戦車部隊を使った伝統的な殲滅戦理論に則したものであった。歩兵はほとんど自動車化されていなかったが、自走砲部隊と兵站部隊を維持して戦車部隊に支援され、トラックに載せられた歩兵（装甲擲弾兵の前身）は敵前線に集中する侵攻部隊の迅速な移動を助け、孤立した敵の部隊を包囲殲滅することとなっていた。それに対して、イギリスの研究者たちによって提唱されハインツ・グデーリアン等がドイツ軍の戦術として導入することを主張していた電撃戦理論は、機甲部隊が敵前線に激しい攻撃で突破口を開き、敵の後方深くまで一気に進撃することであったが、実際のところポーランドでの作戦は電撃戦でなく、もっと伝統的な殲滅戦理論に沿って戦われることとなった。これは装甲師団や機械化部隊の役割を伝統的な歩兵部隊の支援に限定すべきだとする、陸軍上層部の間に蔓延していた保守主義に原因するものであった。
ポーランドは西と北（東プロイセン側）でドイツと総延長2,000キロメートルもの長い国境を接していた。1938年のミュンヘン協定後はドイツとの国境は南部でさらに800キロメートル延長された。ドイツのベーメン・メーレン保護領の設置と、ドイツの傀儡国家であるスロバキア共和国の誕生は、ポーランドの南側面がドイツによる攻撃に対し無防備になっていることを意味していた。
ドイツの戦争計画立案者は長い国境線を侵攻作戦の殲滅戦理論の機動戦術に存分に利用しようと目論んだ。ドイツの各部隊はポーランドを3方面から侵攻することとなった：
- 1. ドイツ本土からポーランドの西国境を突破する主力攻撃。これはゲルト・フォン・ルントシュテットが指揮する南部軍集団がドイツ領シレジアと、モラヴィアおよびスロバキア国境から攻撃する。ヨハネス・ブラスコヴィッツが指揮する第8軍はウッチ市へ向け東進、ヴィルヘルム・リスト将軍の第14軍はクラクフ市へ向けて前進しポーランドのカルパチア山系側面を迂回、そしてヴァルター・フォン・ライヒェナウが指揮する第10軍は南部軍集団の装甲師団と共に中央に位置し敵に決定的な打撃を与えながらポーランドの中心部へと押し進む。
- 2. プロイセンからの攻撃ルート。北部軍集団はフェードア・フォン・ボックが指揮する。ゲオルク・フォン・キュヒラー将軍の第3軍は東プロイセンから南進し、ギュンター・フォン・クルーゲ将軍の第4軍はポーランド回廊を横切って東進。
- 3. 南部軍集団の一部と同盟したスロバキア共和国軍がスロバキアから攻撃。ポーランド国内では開戦前に第五列であるドイツ系住民の自衛団 (Selbstschutz) の各部隊が陽動作戦や破壊活動を行いポーランドに侵入するドイツ軍を支援。

全ての強襲部隊はワルシャワに向かって進軍し、その過程でポーランド軍の主力部隊はヴィスワ川の西で包囲殲滅されることとなっていた。「白の場合（ケースホワイト）」作戦は1939年9月1日に開始され、第二次世界大戦の最初の軍事作戦となった。

#### ポーランドの計画
ポーランドの防衛計画、暗号名「西方 (Zachód)」はポーランド・ドイツ国境に直接に兵力を展開するという内容である。これはポーランドが他国から侵略を受けた際に、イギリスがポーランドに対し軍事的援助を行うという約束を元に立てられた計画である。さらに、ポーランドにとって最も価値のある天然資源、産業、そして人口の多い地域が西部国境付近（シレジア地方）に集中しているため、ポーランドの政策はこれらの地域を防衛することを主眼としていた。
西方 (Zachód) 計画はポーランド陸軍を自国領の奥深くに撤退する余地を与えたが、撤退は川（ナレフ川、ヴィスワ川、サン川）の付近に準備された場所から後方へとゆっくりと行われなければならなかった。うまくいけばこれによって、ポーランドは軍の動員完了までの時間稼ぎをし、「西側同盟諸国」が約束どおりの攻勢をかけた時に自軍も大規模な「反転攻勢」にかけられるはずであった。
ポーランド軍にとって最も悲観的なケースとなる「退却戦計画」は、サン川の後方から自国領の東南部地方への撤退と、時間稼ぎの長い防戦（ルーマニア橋頭堡作戦）を含むものであった。
このポーランドの計画は、同盟国がポーランドと結んだ相互援助条約を遵守して、すみやかにドイツに対し攻勢をかけることを前提としていた。しかし、実際にドイツのポーランド侵攻作戦が行われている間、フランスもイギリスもドイツを攻撃する計画を立てていなかった。しかしポーランド政府はこの両国の計画について知らされておらず、ポーランドの全ての防衛計画は西側同盟諸国の迅速な救援行動への期待の上に立てられていたのである。
ドイツによるポーランド侵攻の間、ポーランド軍は非常に広大な国境線に薄く引き伸ばされて配置され、コンパクトな防衛線と有利な防衛配置をとることができず、補給線も充分守られずに、しばしば機械化されたドイツ軍に包囲される結果となってしまった。ポーランド軍のおよそ3分の1はポーランド回廊とその周辺（ポーランド西北部）に重点配備されたが、彼らは東プロイセンと西方からの敵により孤立させられ、さらに挟撃の危険に晒された。南部では、進撃するドイツ軍の主要進撃路に対し、ポーランド軍は薄く広く配置されていた。同時に、ポーランド軍の別のほぼ3分の1は前線から離れ、エドヴァルト・ルィツ＝シミグウィ元帥の指揮下に集結したまま国土の中北部、ウッチ市とワルシャワ市の間に残されていた。前方に集結したポーランドの部隊は大部分が敵の動きに遅れをとり、戦う機会を失ってしまった。ドイツ軍と違い、動員途中で装備の整っていなかったポーランド兵の多くは徒歩で移動せざるをえず、後方の防衛線まで移動することができず、侵略者の機械化部隊が国内に展開する前に適切な配置がなされなかった。

### 第一段階: ドイツによる侵攻

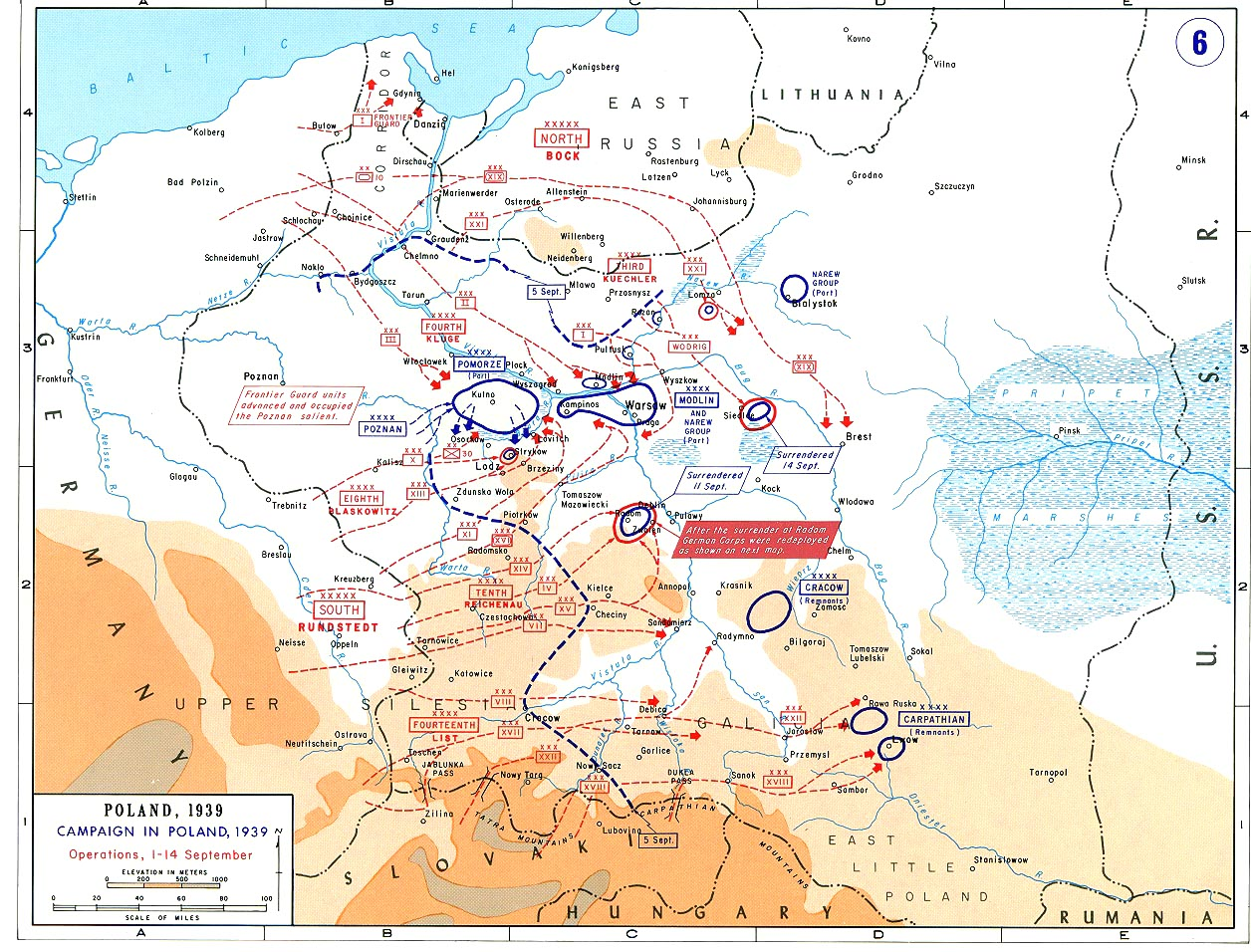
9月1日から9月14日までの戦いの経過。ドイツ軍が殲滅戦理論 (Vernichtungsgedanke) に則って進撃している。

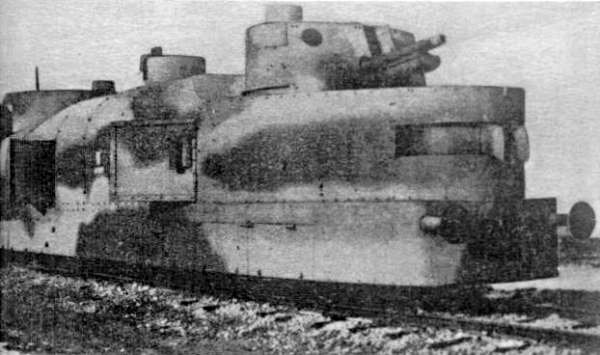
1939年9月のドイツ軍との戦いに使用されたポーランド陸軍の装甲列車。9月1日のモクラでの戦闘に参加したNo.53「シミャウィ」号。

ドイツ軍はポーランド侵攻に備えて国境近くに軍を移動させた。イギリスの『デイリー・テレグラフ』紙は開戦に先立つ8月29日付で、クレア・ホリングワース記者による目撃情報を基に「戦車1000両がポーランド国境に集結 10個師団が侵攻準備中」と報じていた。これは第二次大戦の始まりを告げた歴史的スクープと見なされている。
ドイツによる種々の自作自演の事件（ヒムラー作戦）は、ドイツの軍事行動は自衛権の行使なのだというプロパガンダに利用された。1939年8月31日、当時ドイツ領（現在はポーランド領）にあったグライヴィッツ（ポーランド名グリヴィツェ）市のラジオ放送局にアルフレート・ナウヨックス親衛隊少佐率いる特殊工作部隊がやってきて、ドイツ領シレジア地方のポーランド系住民に向けて、ストライキを決行するようポーランド語で呼びかけた。「ポーランドによるラジオ局襲撃事件」に見せかけるのが目的だった。よりそれらしく見せるために、親ポーランド的だとして前日ゲシュタポに逮捕されていたシレジア人のフランチシェック・ホニオックを現場に連行し、ポーランドの反乱兵の服装をさせ、彼に致死量の毒物を注射して銃で撃った。ホニオックの死体はまるでラジオ局襲撃の際の攻防で殺害されたかのように現場に放置され、ドイツの警察とマスコミに対して、これはポーランド側の襲撃の動かぬ証拠として差し出された。ドイツ側はこの偽装工作を「缶詰」(Konserve) という暗号で呼んでいた。そのためこの偽装工作事件は「缶詰作戦」という不正確な名前で知られている。ヒムラー作戦で実行されたドイツによる偽装工作はこのグライヴィッツ事件のほか、ポーランド国境付近の放火事件や偽のプロパガンダ活動事件など全部で21件とされている。アドルフ・ヒトラーは帝国議会での宣戦布告の演説でこれら21件の事件に触れ、ポーランドへの「自衛権」行使は第三帝国の正当な権利であるとした。
「白の場合」計画による大規模な軍事行動は宣戦布告がないまま1939年9月1日に開始された。午前4時半過ぎにドイツ空軍の急降下爆撃機がトチェフの橋梁周囲のポーランド軍を爆撃、正式な作戦開始時刻の午前4時45分には、ドイツ海軍の前弩級戦艦「シュレスヴィヒ＝ホルシュタイン」が自由都市ダンツィヒのヴェステルプラッテに駐屯するポーランド軍守備隊に対し艦砲射撃を始めた。ドイツ空軍が引き続きポーランドの各都市を爆撃するとともに、ドイツ陸軍はポーランド国境の西、南、北の3方から一斉に進撃を開始した。
午前8時に空軍の急降下爆撃に支援されたドイツ陸軍南部軍集団に属する2個装甲師団および1個歩兵師団が、ポーランド領シレジアの村モクラ近郊において地上攻撃を開始したが、ポーランド軍1個騎兵旅団（ヴォウィン騎兵旅団）、1個歩兵師団のいくつかの部隊、および数時間後に到着した1本の装甲列車（No.53「シミャウィ」号）によって同日中に撃退された。ドイツ軍の主力はポーランド西部国境から東へ向かうルートを進んだ。第2のルートは北の東プロイセンから進軍し、南方のスロバキアからは第3のルートとしてドイツ軍とスロバキア人部隊（ベルノラーク軍）が進軍した。これら全ての侵略軍はポーランドの首都ワルシャワを最終目標とした。

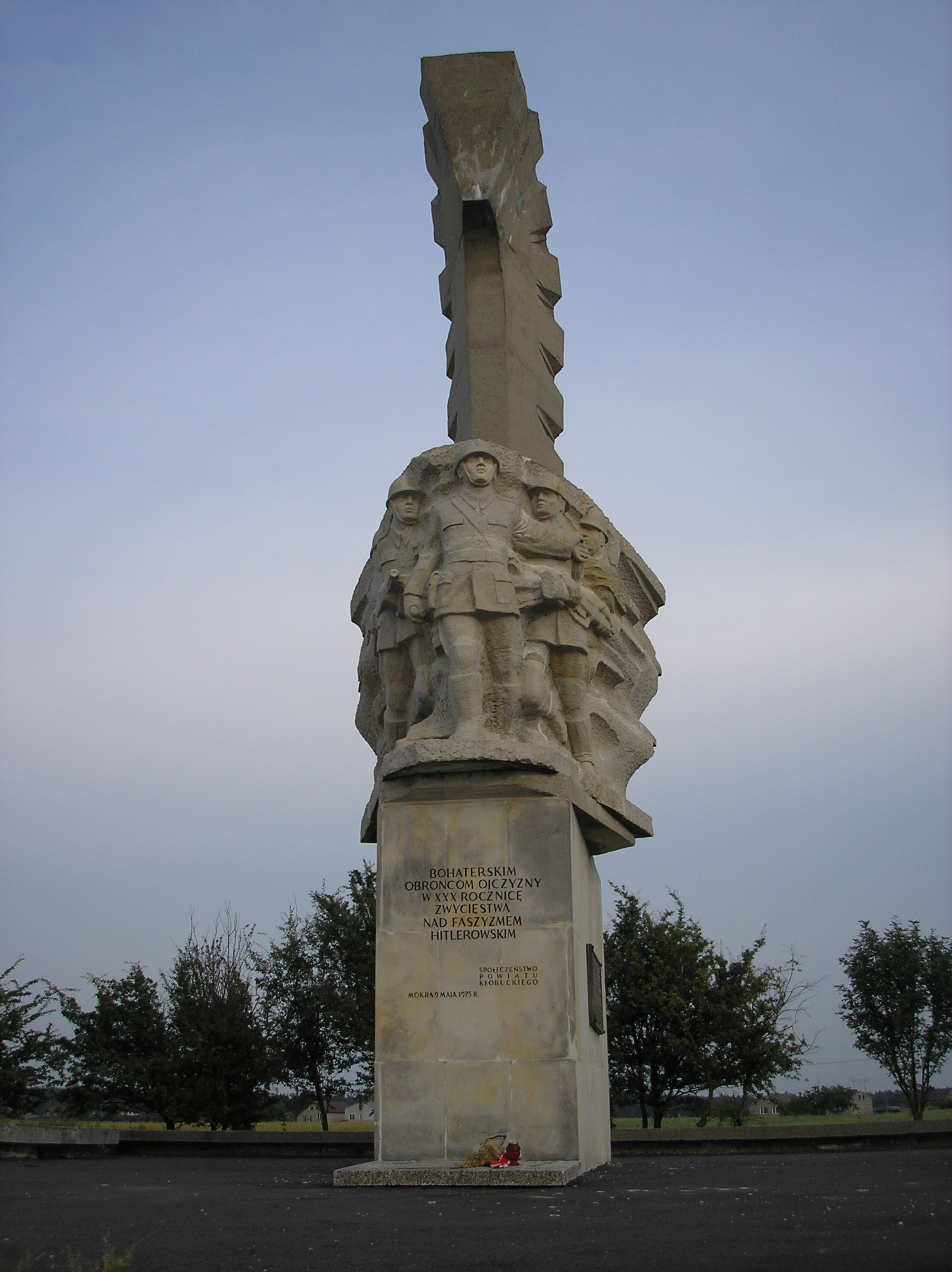
モクラ村にあるヴォウィン騎兵旅団のモニュメント。ヴォウィン騎兵旅団はウッチ軍に属する。

ポーランドの西側同盟国の政府は9月3日にドイツに宣戦布告した。しかし実際にはポーランドに対して具体的な援助をしなかった。ドイツ軍のほとんどの戦力（装甲部隊の85%）はポーランド攻撃に向けられていたのに、フランスはドイツを攻撃せず、独仏国境は静かなままだった。人はこれはまやかし戦争（英語：phony war、フランス語：Drôle de Guerre、ポーランド語：Dziwna wojna、ドイツ語：Sitzkrieg）と呼んだ。
ポーランド軍は国境付近でのいくつかの戦闘で勝利を収めることができたが、全体としてのドイツ軍の戦略的、戦術的、数的優位はゆるがず、国境地帯からワルシャワやルヴフの方へと後退させられていった。ドイツ空軍は作戦の早い段階で制空権を確保した。北から攻め込むクルーゲの部隊が当時の国境線から10キロメートル先にあったヴィスワ川に到達し、キュヒラーの部隊がナレフ川に行き着いた9月3日までに、ライヒェナウの機甲部隊はヴァルタ川を越えていた。2日後にはライヒェナウの部隊の左翼がウッチ市の後方へ進み、右翼がキェルツェ市に到達した。そのうちの1部隊は9月8日にはワルシャワ近郊まで迫ったが、これは最初の1週間で224キロメートルを進んだことになる。ライヘナウの右翼のうちの軽装の部隊は9月9日までにワルシャワとサンドミェシュ市の間にあるヴィスワ河畔地域に到達していた。このとき南部のリストの部隊はプシェミシル市近郊のサン河畔にいた。この間、グデーリアンは第3軍の戦車を率いてナレフ川を渡り、ワルシャワを包囲するようにして、ブーク川の敵戦線を攻撃していた。ドイツ軍全軍は予定通りに「白の場合」作戦を実行していた。ポーランド陸軍は寸断されて互いに連絡がつかず、いくつかの部隊は退却し、他の部隊は離れた味方と連携のとれないまま近くのドイツ部隊に攻撃を敢行せざるを得なかった。
ポーランド軍はこの国境の戦いと呼ばれる一連の戦闘の後、最初の1週間でポモージェ地方、ヴィエルコポルスカ地方、シロンスク地方を放棄せざるを得なかった。これによって、国境地帯を広く防衛するというポーランドの当初の計画は完全に誤りであったことが明らかとなった。一部に遅れがあったものの、全体としてドイツ軍の進軍はほぼ予定通りに行われた。新しく設定された東方の防衛線にまで後退するポーランド部隊はドイツ軍の進撃のペースに間に合わなかった。9月10日には、ポーランド軍総司令官ルィツ＝シミグウィ元帥は全軍に対し東南部のいわゆるルーマニア橋頭堡地方への全面撤退を命令した。
一方ドイツ軍はヴィスワ川西方（ウッチ市やポズナニ市など）のポーランド軍に対し包囲網を狭めており、東部への進撃の準備にとりかかっていた。戦争の最初の数時間に猛烈な爆撃を受けたワルシャワ市は9月9日にドイツ地上部隊の最初の攻撃を受け、9月13日からは攻囲を受けた。そのころ、ドイツ軍の最前線部隊は東ポーランドの中心都市であるルヴフ市にまで到達していた。
9月14日にはラドムが陥落し、将官級を含むポーランド軍兵士約6000人が捕虜となった。また同日、チェコ国境付近でも約6000人の兵士が捕虜となった。さらに同日、ドイツ軍はワルシャワ市街地手前のヴィスワ川の複数地点で渡河に成功。参謀を含むポーランド第18師団は捕虜となった。さらに9月24日には1,150機ものドイツ軍機がワルシャワ市街を攻撃した。

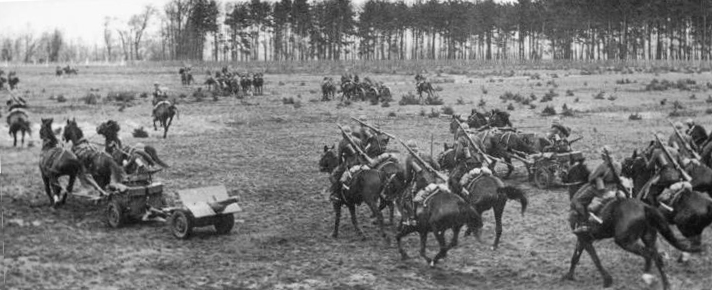
ブズラの戦いにおけるポーランド軍ヴィエルコポルスカ騎兵旅団。ボフォース 37mm対戦車砲を装備している。

ポーランド侵攻9月作戦における最大の戦い（ブズラの戦い(英語版)）は、ワルシャワの西方にあるブズラ川の付近で9月9日から9月18日にかけて行われた。この8日間の激戦では、ポーランド回廊から後退してきた「ポズナン」軍団と「ポモージェ（ポメラニア）」軍団が、進撃するドイツ第8軍の側面を攻撃した。はじめはポーランド側が圧していたが、物量に勝るドイツ軍に対するこの攻撃作戦は失敗に終わることとなった。この敗北によってポーランド軍の主導権は完全に奪われ、大規模な反撃はもはや不可能な状況となった。
イグナツィ・モシチツキを大統領とするポーランド政府と、エドヴァルト・ルィツ＝シミグウィ元帥のポーランド軍最高司令部は9月1日にワルシャワを離れて東南部へと向かい、9月6日にブジェシチ市に到着した。そこでルィツ＝シミグウィ元帥は全軍に対しヴィスワ川とサン川を越えて東方へ移動することを命令し、ルーマニア橋頭堡での長期防衛戦の準備に取りかかった。

### 第二段階: ソ連による侵攻
9月17日の時点ではポーランドの当初に計画された防衛線はすでに崩壊していた。ポーランドの唯一の望みは国土の東南部（いわゆるルーマニア橋頭堡）までうまく後退して体勢を立て直すことであったが、その望みは突然にして断たれることとなった。9月17日、ソ連は宣戦布告を行わずソ連・ポーランド不可侵条約を一方的に破棄するとともに赤軍が80万人もの兵力を擁してベラルーシとウクライナから二手に分かれ、まだ戦闘地域ではなかったポーランド東部国境地帯 (Kresy) に侵攻してきたのである。この行為は、ポーランド・ソビエト戦争の講和条約として1921年に締結されたリガ条約、1919年の国際連盟憲章（ソ連は1934年に国際連盟に加盟）、1928年のケロッグ＝ブリアン条約（パリ不戦条約）、1933年にロンドンで締結された侵略の定義に関する条約などの国際法に違反するが、
駐ソビエト ポーランド大使に渡された通牒には「ポーランド国はすでに現存せるものと認めない。ゆえにソビエトはポーランドとの間の諸条約は解消したものと認める」との一文が付け加えられていた。
ソ連は、「国家崩壊が差し迫ったポーランドにおけるウクライナ系住民とベラルーシ系住民の保護」を大義名分としたが、実際のところはモロトフ・リッベントロップ協定の「秘密議定書」に詳記された、ドイツとソ連とでヨーロッパを二分するという示し合わせに基づいた共同侵略行為であった。

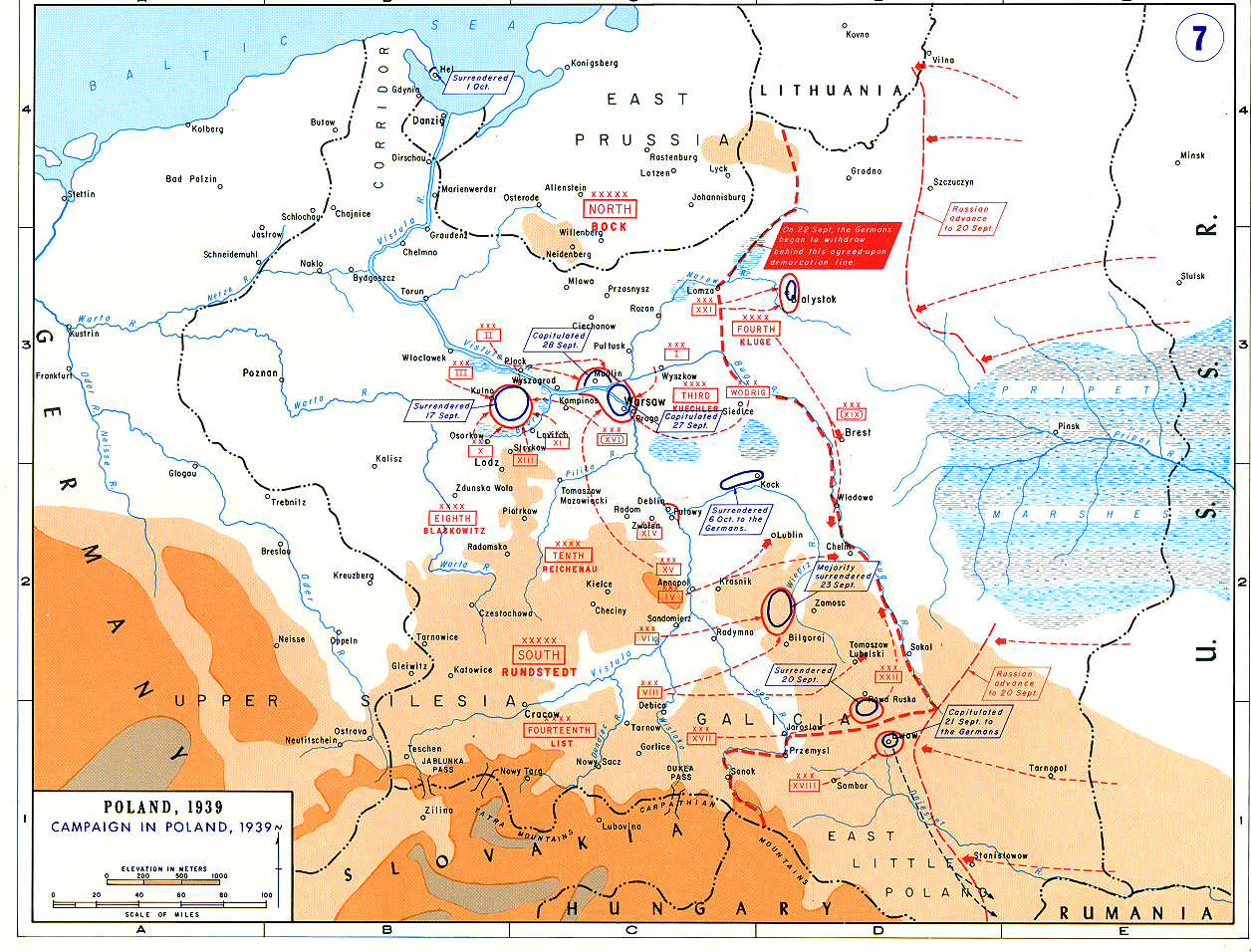
9月14日からの戦いの経過。ソ連軍は9月17日にポーランド侵攻を開始した。

およそ25大隊からなるポーランド国境防衛隊は東部国境防衛の任務についていたが、それでもソ連の大規模な侵入は防ぐことはできず、ルィツ＝シミグウィ元帥は国境防衛隊に対し、ソ連軍とは直に交戦することを避けて退却せよと命令した。それでも多少の小ぜり合いや戦闘は避けることができなかった。グロドノの戦いでは兵士だけでなく地元の市民までもが防衛戦に参加した。ソ連軍はポーランド軍司令官の一人ユゼフ・オルシナ＝ヴィルチニスキ将軍を含むポーランド人捕虜や、民間人の多数を殺害した。ウクライナ人もポーランド人に対する暴動を起こした。また共産主義ゲリラが各地の反乱を組織し、たとえばスキデルという街ではこの手のゲリラによってポーランド人に対する強盗や殺人が行われた。
ソ連軍による侵攻は、ポーランド政府に自国の敗戦を覚悟させる決定的な要素となった。東方からのソ連軍侵攻に先立って、ポーランド軍は自らの西側同盟諸国が西からドイツへ攻撃するのを待つ間、東南部地域のルーマニア国境付近における長期防衛戦を敢行しようとしていた。ナチス・ドイツとソビエト連邦という2つの強敵に直面したポーランド政府は、ポーランド領土の防衛はもはや不可能であると判断した。しかし、ポーランド政府はドイツへの降伏やドイツとの交渉を拒否し、全軍に対しポーランドからの脱出とフランスでのポーランド軍再編成を命令した。
その間にも、ポーランド軍の各部隊はルーマニア橋頭堡地方に向けて移動し、ドイツの侵略に対し活発な抵抗を試みていた。9月17日から9月20日にかけて、「クラクフ」軍団と「ルブリン」軍団はドイツ軍によるポーランド侵攻9月作戦における2番目に大きな戦いであるトマシュフ・ルベルスキの戦いにおいて敗北を喫した。ルヴフ市はいかにも奇怪なこの戦争を例示する一連の出来事のなか9月22日に開城した。というのは、1週間前からドイツ軍がこの街を攻撃していたのに、開城はソ連に対して行われたのである。攻囲の最中にドイツ軍が同盟軍であるソ連軍にこの街を譲り渡したのだった。
ワルシャワは、ドイツ軍の激しい攻撃に対し、他から退却してきて再編成された部隊と義勇市民が応戦し続けたが、ついに9月28日に開城した。ワルシャワ北部のモドリン要塞はモドリンの戦いと呼ばれる16日間の激しい戦闘の後、9月29日に降伏した。各地のポーランド守備隊のいくつかはドイツ軍に包囲されても長い間戦い続けた。自由都市ダンツィヒの先にあるポーランドの飛び地ヴェステルプラッテの180人の守備隊は人員数が約20倍、および火器の規模では海上のドイツ戦艦シュレスヴィヒ・ホルシュタイン号の激烈な艦砲射撃をはじめそれ以上を投入したドイツ軍攻撃部隊を相手に果敢に持ちこたえたが、自軍の弾薬と医薬品が底をついたため9月7日に降伏した。グディニャ市郊外の街オクシヴィエの守備隊は9月19日まで持ちこたえた。ソ連軍は9月28日までにナレフ川、西ブーク川、ヴィスワ川、サン川まで到達した。多くの場合、西から進撃してきたドイツ軍と互いに出会うことになった。ポーランド最北部でバルト海に臨むヘル半島の守備隊は10月2日まで抵抗し続けた。ポーランド陸軍最後の作戦部隊となったフランチシェック・クレーベルク将軍の独立作戦部隊「ポレシェ」はルブリン市郊外の4日間にわたるコツクの戦いののち、10月6日に投降した。これによってポーランド侵攻9月作戦は終了した。

### 各軍の損失
ポーランド軍の死者数は66,000人、負傷者133,700人、捕虜となった者694,000人。損失は戦車132両、その他の車両300台、航空機327機（そのうち戦闘機118機）、駆逐艦1隻、機雷敷設艦1隻となっている。
ドイツ軍とスロヴァキア軍の同盟軍の死者数は合わせて16,343人、負傷者27,280人、行方不明320人、捕虜となった者は解放されたためその数は記録されていない。損失は戦車300両、その他の車両1,000台、航空機は最大で141機、機雷敷設艦1隻となっている。
ソ連の死傷者数、負傷者数は不明、捕虜となった者は解放されたためその数は記録されていない。損失は戦車42両が破壊され、戦車数百両が故障で使用不能となった。

### 犠牲となった市民
ポーランド侵攻は、戦闘中や戦闘後に殺された市民が多く、ヨーロッパで行われた最も犠牲の大きな全面戦争の一つであった。侵攻開始直後からドイツ空軍は民間人や避難民の行列を攻撃対象にして凄惨な損害を与え、ポーランド軍後方の通信を混乱させた。このような戦略爆撃は9月1日午前4時からのヴィエルニ空襲が最初で、このヴィエルニ市への攻撃ではドイツ空軍によっておよそ1,200人の民間人が犠牲になった。最終的には、戦闘での直接の犠牲者とは別に、国防軍と親衛隊は何万人ものポーランド人捕虜と民間人に対する大量虐殺を犯したとされている。
また、 タンネンベルク作戦によって、国防軍、親衛隊、自衛団（ドイツ系ポーランド人で構成され、メンバーは戦前から編成され、ドイツでゲリラ戦の訓練を受けていた）の他、特別行動部隊 (Einsatzgruppen) という特別部隊も合わせてドイツ人のあらゆる武装組織が、作戦開始時の1939年8月から1939年10月までに約760箇所でおよそ20,000人のポーランド人の民間人、主に知識層、芸術家、社会的指導層に属する人々を銃殺した（そのうち2,000人はドイツ国籍を持ちドイツに住んでいたポーランド系ドイツ人で、彼らは開戦前の1939年8月中に殺害された）。タンネンベルク作戦は1939年5月から計画され、ポーランドに住んでいるドイツ系ポーランド人（主に自衛団員）もこの計画に協力して、総計61,000人にも上る「ポーランド特別指名手配台帳」 (Sonderfahndungsbuch Polen) が作成され、殺害はこのリストに則って実行された。ヨーロッパにおける第二次世界大戦の全期間を通じてドイツは占領下のポーランドでハーグ陸戦条約やジュネーヴ条約といった戦時国際法に明確に違反する様々な戦争犯罪を犯したが、タンネンベルク作戦におけるポーランド人大量虐殺事件はその最初の事例の一つとなった。
また1939年9月3日、ビドゴシチ（ドイツ名ブロンベルク）市内を通過して退却するポーランド軍部隊の兵士や近くにいたポーランド人住民に対して、ドイツの第五列構成員と思われる反乱分子が建物の屋根や教会の塔から銃撃してきた。開戦前のポーランドではドイツ系のポーランド人民間人が銃などの火器を所持することは厳重に禁止されていたが、ドイツ系住民はドイツ本土からの潜伏者を通じて、大量の銃砲を密輸し秘密裏に保持していた。この銃撃に対応して、ポーランド側の兵士や民間人は、反ポーランド破壊活動に参加していると疑われるドイツ系ポーランド人住民の家々を捜索し、私刑を行ったと宣伝されている。ナチス・ドイツの情報省によって1940年にアメリカニューヨークで刊行された本｢Polish Acts of Atrocity Against the German Minority（ドイツ系少数民族に対するポーランド人の残虐行為）｣によると、この日ポーランド兵やポーランド系住民は、あちこちで婦女子を含め無実の人々に対する残酷極まりない私刑を行ったとした。ドイツ当局によって、ビドゴシチ市内で殺害されたドイツ系ポーランド人住民の数は当初は223人から358人の間と推定され、郊外の村々ではさらに多数のドイツ系住民が殺害されたとされた。当日はビドゴシチとその周辺でドイツ空軍による激しい無差別攻撃が行われていたこともあって、この事件単独の正確な犠牲者の数はいまだ不明であり、この日のポーランド側の対応による直接の犠牲者は現在でも議論の対象となっている。この事件について、ドイツ側は犠牲者の数をまず5,000人と拡張して国内外に発表し、これもすでにかなり誇張された数字であるが、その後もさらに国内外へ向けての反ポーランドプロパガンダ政策推進のためその数字をさらに大幅に誇張して58,000人とし、最終的には60,000人以上として宣伝した。ドイツはこれを公式にブロンベルク血の日曜日事件と名づけた。
それから1週間後の9月9日から9月10日にかけて、実際は先週の事件より大規模となった「もう一つのブロンベルク血の日曜日事件」がビドゴシチ市で起こった。この両日、すでに市内に入城していたドイツ軍は9月3日の事件の報復と称し市内や周辺の各地でおよそ3,000人のポーランド人を無作為に選んで広場で銃殺するなどの様々な無差別殺人を行った。当時市内にいたイギリス人の目撃談によると、最初に殺害されたのは12歳から16歳までのボーイスカウトのメンバーの子供たちで、彼らは市内のマーケット広場に連れてこられて銃殺された。ドイツはさらに年末までに13,000人のポーランド人を、ポーランド北部に建設された、のちに絶滅収容所の一つとなるシュトゥットホーフ強制収容所に送った。
ドイツ軍のポーランド侵攻の期間、民間人の総犠牲者数は、ポーランド人約150,000人、ドイツ人（主にドイツ系ポーランド人）約5,000人と推定されている。

### その後

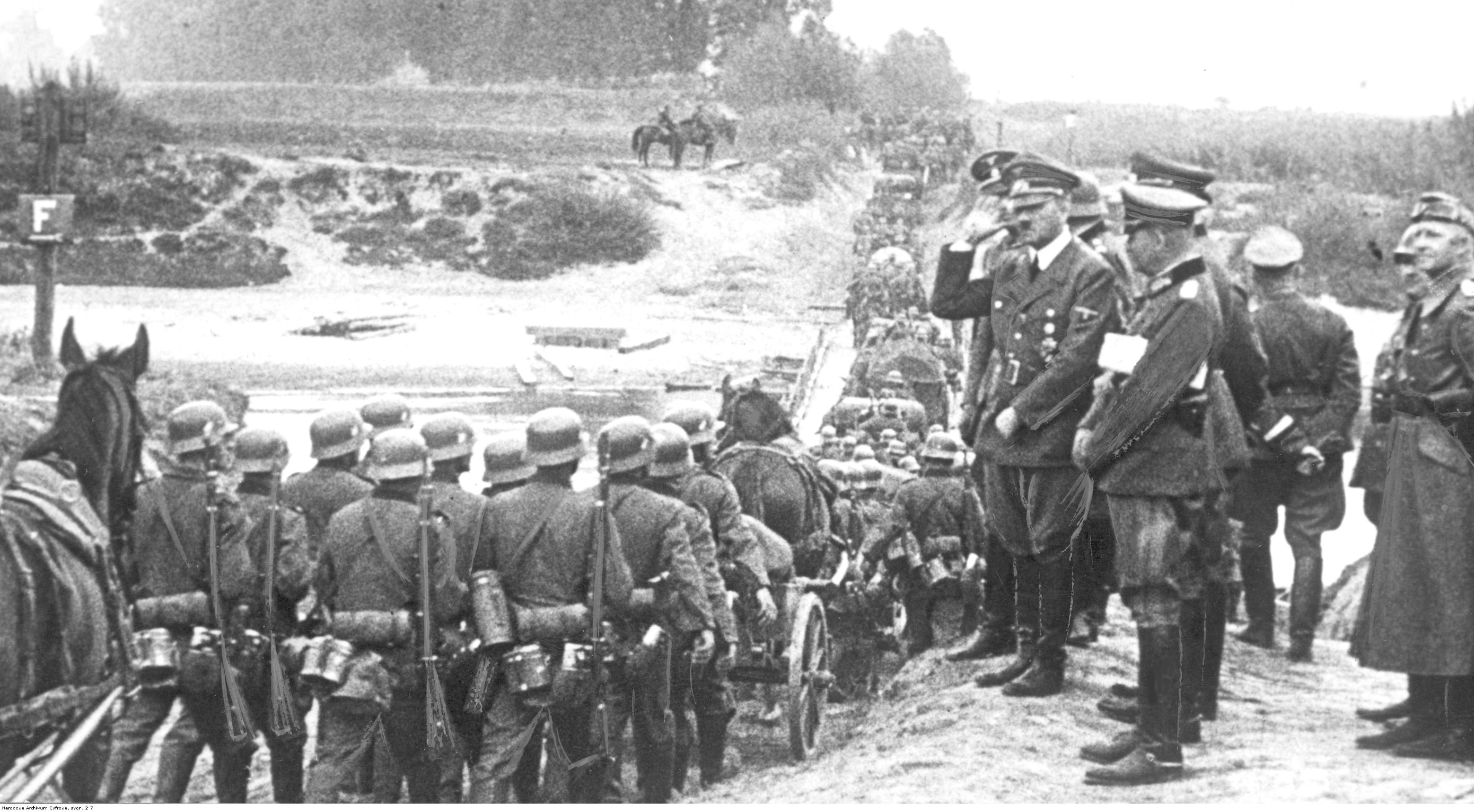
ヴィスワ川を渡るドイツ軍を閲兵するヒトラー（1939年9月）

ポーランド侵攻作戦の直後、ポーランドはナチス・ドイツ、ソビエト連邦、リトアニア、スロバキア共和国の4カ国に分割占領された。ドイツは占領した西部ポーランド領の一部をドイツ本土に併合し、残りの占領地域をいわゆるポーランド総督府領として支配した。ソビエトは東部ポーランド領をウクライナ共和国と白ロシア共和国に編入、リトアニアはヴィリニュスを、スロバキアは前年のミュンヘン会談によりポーランドに割譲されたチェシン地方を再び自国領に取り戻した。
このようにしてポーランドはおもにドイツとソ連に分割され、ドイツ軍とソ連軍はポーランドの土地において互いを迎えあった。9月28日、前月に締結されたモロトフ・リッベントロップ協定の秘密議定書を修正する新しい秘密議定書がドイツとソ連の間で交わされ、リトアニア領全域をドイツでなくソ連の支配下に置くこと、ポーランドを分割する境界線はドイツのために東のブーク川まで移動することが決められた。ブレスト＝リトフスク（ポーランド名ブジェシチ）市では、ドイツ軍が新しい独ソ境界線の西へと撤兵する前に、ソ連軍とドイツ軍の両軍が共同勝利パレードを行った。

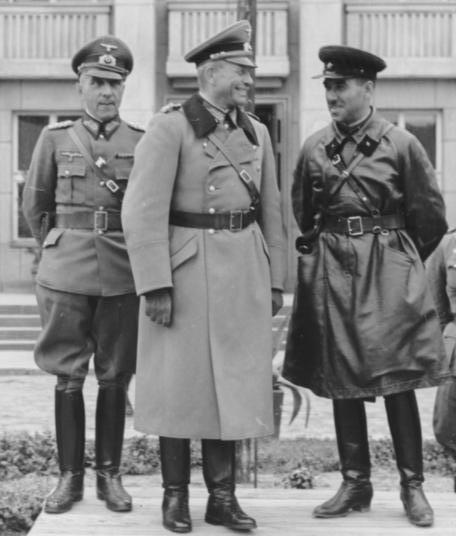
共同勝利パレードで閲兵するソ連赤軍のセミヨン・クリボシェインとドイツ軍のハインツ・グデーリアン、1939年

ポーランド侵攻では約65,000人のポーランド兵士が戦闘の犠牲となり、約680,000人が捕虜にされた（そのうちドイツ軍とソ連軍はそれぞれ少なくとも420,000人、240,000人を捕虜にした）。ポーランド将兵のうち約120,000人はルーマニア橋頭堡と呼ばれる地域を通って当時中立国であったルーマニアとハンガリーへ脱出し、約20,000人はラトビアとリトアニアへ脱出した。脱出に成功した将兵の大多数は最終的にフランスやイギリスへ渡った。ポーランド海軍艦艇のほとんどはイギリスへうまく抜けることに成功した（ペキン作戦 Plan Peking）。ポーランド軍に対してドイツ軍の犠牲は比較的少なかった（戦闘での死者数は約16,000人と見積もられている）。しかしその一方でポーランド侵攻作戦に参加した戦車などのドイツ軍装甲戦闘車両の30%以上が失われたのも事実で、これが理由でドイツは西欧諸国へ即時攻撃する計画を放棄せざるを得なかった。
ドイツ、ソ連、ポーランドの西側同盟諸国のどの国も、ポーランドで行われた戦争が規模においても被害においても第一次世界大戦を凌駕する大規模な戦争につながるとは予想していなかった。1939年の段階ではドイツの戦争準備は充分に整っておらず、ヒトラーはフランスなどの西側諸国を攻撃しようとはしていなかった。ヒトラーがイギリスとフランスとの平和交渉がもはや無益だと判断するまでは数ヵ月かかった。日本がヒトラーと同盟してアメリカを攻撃したり、ソ連とアメリカがヒトラーと日本に対抗する同盟を結んでヨーロッパと太平洋それぞれにおける戦争が結合し、本当の世界大戦にまで発展するのは何年も先の話だった。1939年当時の政治家や将軍たちには見通せなくても、歴史的にみれば明らかなことは、このポーランド9月戦争（ポーランド侵攻）こそがヨーロッパにおける第二次世界大戦の始まりであり、それが1937年に始まった日中戦争や1941年に始まった太平洋戦争と結びついて、後に本当の意味での第二次世界大戦として知られるようになった大戦争に発展していったことである。
9月1日にポーランドが侵略されたことを受けて、イギリスとフランスは9月3日にドイツに宣戦布告したが、ポーランド
に対して直接兵を送ることをせず、ドイツ国境では10kmほど侵攻したが、すぐに軍を引き上げてしまい、それ以上の攻勢に出ることはなかった。人々はこれをまやかし戦争と呼んだ。ポーランド人の多くは自分たちが西側同盟諸国に裏切られたのだと感じた。一方ポーランドは、同盟諸国に対する自らの義務事項を遵守し、国家としては決して降伏せず、フランス（のちにイギリス）に亡命政府（ポーランド亡命政府）を樹立した。このポーランド亡命政府は、1939年以前の政府の法的な継承者で、ポーランドに残された人々による民間の、あるいは軍事的な地下組織（ポーランド秘密国家）と連携した。ドイツ占領下におけるポーランド人は、第二次世界大戦におけるすべてのドイツ占領地域の中で最も強力で、最もよく組織された抵抗勢力として戦い続けた。
ポーランド侵攻は、東ヨーロッパにドイツ民族の「生存圏」を確保するというヒトラーの東方植民地化計画 (Generalplan Ost) の最初のステップであった。当時はまだ不完全であったにせよ電撃戦の原型となった戦術は住宅地を破壊し、まもなく民間人と戦闘員の区別がつかなくなった。続いて行われたポーランド占領は、第二次世界大戦における最も残忍な出来事となった。
ポーランド総督府統治地域以外のドイツ占領地域は全てドイツ本土に編入され（ポーランド領域にはヴァルテラント帝国大管区、ダンツィヒ＝西プロイセン帝国大管区の二つの帝国大管区とオーバーシュレージエン大管区が新設された。一部は東プロイセン大管区に編入され、残部はポーランド総督府が統治した）、それらの地域に住んでいたポーランド人の多数が、着の身着のまま総督府領へと追放された。一方、ドイツとソ連で交わされた住民交換の約束に従って、バルト海沿岸地方（バルト三国）、ガリツィア、ベッサラビアに住んでいたドイツ人は、これらの地域から立ち退きを強制された。約400,000人のドイツ人が、ドイツ領に編入されたポーランドに移住させられた。対照的に、戦後はポツダム協定に従って、オーデル・ナイセ線より東に住んでいたドイツ人は連合国によって新しく決められたドイツ領に追放された。ドイツ人はポーランド領に残ることも選択できたが、その場合はポーランドの共産主義政府によって全ての私有財産を没収され、改めてポーランド住民として承認された。戦前にポーランド市民だった約2,700,000人のドイツ人 (Volksdeutsche) はドイツ占領下では「ドイツ民族度」に従って4つのカテゴリーに分けられ、「民族リスト」 (Volksliste) に記載されて取り扱われたが、戦後、この「ドイツ系ポーランド人」のうちポーランドに残った者はポーランドで国家反逆罪に問われ、裁判を受けた。
ドイツによるポーランド占領中にポーランド人は、抵抗組織で活動したりユダヤ人をかくまうといった反ドイツ的行為のほか、許可なく家畜を飼うなどの微罪でも即座に死刑（ほとんどの場合発覚次第その場で銃殺）となり、最終的に600万人のポーランド人（ポーランド全人口の20%が殺害され、そのうち300万人はアウシュヴィッツなどの絶滅収容所で大量虐殺されたといわれている。
また、1940年の夏にAB行動が行われた。これは前年の1939年8月から10月に行われたタンネンベルク作戦と同じようにして、ドイツ占領下のポーランドでポーランド人の社会的指導層や知識層に属する人々を殺害する作戦であり、結果的にポーランド民族を文化的に無力化することを最終目標とした。これによって約30,000人が逮捕され、そのうちほぼ7,000人が即座に殺害され、残りは各地の強制収容所に送られた。
タンネンベルク作戦もAB行動も、ドイツ新領土からのポーランド人追放とともに、ドイツ東方における民族浄化計画である東方植民地化計画の一環でポーランド民族に対して行われた事件の例である。
一方、1939年から1941年にかけてのソ連によるポーランド占領でも、180万人ものポーランド市民が殺害されるか国外追放された。NKVDによって共産主義体制にとって潜在的危険であると見なされた人々はすべて、ソビエト化教育を受けるか、シベリアなどに移住させられるか、労働収容所（グラーク）に収監されるか、または殺害の対象になった。ナチス同様、ソ連側も「反革命分子」に対して情け容赦しなかった。ソ連の支配に反抗するとその人物も含めて家族全員がNKVDに逮捕された。国内で大粛清を推し進めたスターリンはかつてのポーランド・ソビエト戦争の敗北でポーランドへかねてから雪辱を果たす機会を狙っていた。カティンの森事件はポーランド軍将校が虐殺された事件の一つである。ソ連の残虐行為は1944年にポーランドが赤軍によって「解放」された後、再び始まった。戦争の間ロンドン亡命政府の指揮下で抵抗活動を続けてきた国内軍（Armia Krajowa、略称AK）の兵士に対する迫害や、国内軍将校の処刑がソ連によって行われた（モスクワにおける「十六人裁判」）。

## 関連映画作品
- 「リュッツォ爆撃隊」（1941年、ドイツ映画）
- 「生きるべきか死ぬべきか」（1942年、アメリカ映画）
- 「不屈の都市」（1950年、ポーランド映画、1951年カルロヴィ・ヴァリ国際映画祭名誉賞）
- 「白い決死隊」（1954年、ポーランド映画、1955年ヴェニス国際短編記録映画祭受賞、トレント山岳映画祭受賞）
- 「世代」（1954年、ポーランド映画）
- 「地下水道」（1956年、ポーランド映画、1957年カンヌ国際映画察審査員特別賞、モスクワ国際青年学生祭金賞）
- 「エロイカ」（1958年、ポーランド映画、1959年マル・デル・プラタ国際映画祭国際映画批評家賞）
- 「暴力への回答」（1958年、ポーランド映画、1959年マル・デル・プラタ国際映画祭第2位、サン・セバスチャン映画祭国際映画批評家賞）
- 「ブリキの太鼓」（1979年、西ドイツ・フランス合作映画、1979年アカデミー賞外国語映画賞、カンヌ国際映画祭パルム・ドール受賞）
- 「コルチャック先生」（1990年、ポーランド・西ドイツ合作映画）
- 「シンドラーのリスト」 （1993年、アメリカ映画）
- 「聖週間」（1996年、ポーランド・ドイツ・フランス合作映画）
- 「ぼくの神さま」（2000年、アメリカ映画）
- 「戦場のピアニスト」（2002年、ポーランド・フランス合作映画、2002年アカデミー賞間監督賞など3部門受賞、カンヌ国際映画祭パルム・ドール受賞、全米批評家協会賞作品賞など4部門受賞、英国アカデミー賞作品賞など2部門受賞）
- 「カティンの森」（2007年、ポーランド映画）
- 「ソハの地下水道」 （2011年、ポーランド映画、日本公開は2012年）

## 関連書籍
- 『第二次世界大戦・ヒトラーの戦い 第3巻 ポーランド電撃』　-　児島襄著、小学館 、1979年5月（（ISBN 4093610037 ISBN 978-4093610032）
- 『ポーランド電撃戦 (歴史群像 第2次大戦欧州戦史シリーズ Vol. 1)』　- 学研プラス、1997年5月（ISBN 405601471X ISBN 978-4056014716）
- 『ポーランド電撃戦』　-　山崎雅弘著、学研プラス、2010年4月（ISBN 4059012599 ISBN 978-4059012597）
- 『私はホロコーストを見た　黙殺された世紀の証言　1939-43（上・下）』　-　ヤン・カルスキ(en:Jan Karski)著、吉田恒雄訳、白水社、2012年9月（ISBN 978-4-560-08234-8 ISBN 978-4-560-08235-5）
- 『第二次世界大戦1939-45（上）』　- アントニー・ビーヴァー著、平賀秀明訳、白水社、2015年5月（ISBN 4560084351 ISBN　978-4560084359 ）
- 『大いなる聖戦:第二次世界大戦全史(上)』　-　H・P・ウィルモット著、 等松春夫訳、国書刊行会、2018年9月（ISBN 4336062927 ISBN　978-4336062925 ）

## 関連文献
- Forczyk, Robert (2019-10-29). Case White - The Invasion of Poland 1939. Osprey Publishers. ISBN 978-1472834959